# Olijf (hersenen)
In de anatomie van de hersenen zijn de olijven (Latijn: olivae, enkelvoud oliva) twee ovale structuren in het verlengde merg (de medulla oblongata), het meest caudale gedeelte van de hersenstam. De olijven bevatten de olijfkernen (nuclei olivares).

## Anatomie
De olijven bevinden zich op het vooroppervlak van de medulla oblongata, lateraal naast de piramiden (pyramides medullae oblongatae). Deze structuren worden van elkaar gescheiden door de sulcus anterolateralis medullae oblongatae, waaruit de twaalfde hersenzenuw (nervus hypoglossus) ontspringt. Tussen het craniale eind van de olijf en het caudale begin van de pons ontspringt de zevende hersenzenuw (nervus facialis).
Bij mensen zijn de olijven circa 1,25 cm lang.

### Olijfkernen
Elke olijf bestaat uit twee hoofdonderdelen:
- De nucleus olivaris superior, die gezien wordt als deel van de pons en deel uitmaakt van het gehoorsysteem. Deze kern draagt bij aan het waarnemen van geluid.
- De nuclei olivares inferiores, die deel uitmaken van de tractus olivocerebellaris.

De nuclei olivares inferiores bestaan uit drie hoofdkernen:
- De nucleus olivaris principalis
- De nucleus olivaris accessorius medialis
- De nucleus olivaris accessorius dorsalis